# Tribute (album de Keith Jarrett)
Pour les articles homonymes, voir Tribute.
Tribute est un album live de Keith Jarrett enregistré le 15 octobre 1989 à Cologne. Il est sorti le 1er octobre 1990 sur le label ECM.

## Musiciens
- Keith Jarrett, piano
- Gary Peacock, contrebasse
- Jack DeJohnette, batterie

## Pistes
1. Lover Man (Oh Where Can You Be?) [dédié à Lee Konitz] (Jimmy Davis, Ram Ramirez, James Sherman) –  13:14
2. I Hear a Rhapsody [dédié à Jim Hall] (Jack Baker, George Fragos, Dick Gasparre) – 11:19
3. Little Girl Blue [dédié à Nancy Wilson] (Lorenz Hart, Richard Rodgers) – 6:05
4. Solar [dédié à Bill Evans] (Miles Davis) – 9:32
5. Sun Prayer (Keith Jarrett) – 14:15
6. Just in Time [dédié à Sonny Rollins] (Betty Comden, Adolph Green, Jule Styne) – 10:07
7. Smoke Gets in Your Eyes [dédié à Coleman Hawkins] (Otto Harbach, Jerome Kern) – 8:26
8. All of You [dédié à Miles Davis] (Cole Porter) – 8:08
9. Ballad of the Sad Young Men [dédié à Anita O'Day] (Fran Landesman, Tommy Wolf) – 7:02
10. All the Things You Are [dédié à Charlie Parker] (Oscar Hammerstein II, Jerome Kern) – 8:57
11. It's Easy to Remember [dédié à John Coltrane]  (Hart, Rodgers) – 7:08
12. U Dance (Jarrett) – 10:46

## Source
- (en) Cet article est partiellement ou en totalité issu de l’article de Wikipédia en anglais intitulé « Tribute (Keith Jarrett album) » (voir la liste des auteurs).

1. ↑  https://www.ecmrecords.com/catalogue/143038752180/tribute-keith-jarrett-gary-peacock-jack-dejohnette